# Marcel Oosten
Marcel Oosten (Zwolle, 19 september 1963) is een Nederlandse radiopresentator en verslaggever.
Na zijn opleiding aan de Academie voor de Journalistiek in Kampen werkte Marcel Oosten freelance voor Radio Nederland Wereldomroep en het NCRV-programma Hier en Nu.
In 1995 kwam hij als algemeen verslaggever in dienst van de NOS. Later werd hij vaste presentator van het Radio 1 Journaal op de vrijdagavond en de zaterdagochtend en viel hij regelmatig in wanneer collega’s waren verhinderd.
Dat beviel hem goed want hoe 'heerlijk' Marcel Oosten live verslaggeven ook vindt, presenteren is zijn passie. "Je moet zo’n uitzending in de hand hebben. En dat is ook het mooie ervan. Je bent de laatste schakel naar de luisteraar. Je kunt het nog helemaal goed maken. Of verpesten, maar daar gaan we niet van uit…"
Marcel Oosten versloeg de Duitse en Engelse verkiezingen, bezocht New York, Eritrea, Zuid-Afrika en Turkije, en maakte reportages in de zijlijn van de sport bij WK’s, EK’s en de Olympische Spelen in Athene.
In 2006 was hij voor het Radio 1 Journaal ‘Onze man in Duitsland’ tijdens het WK voetbal.
Van 25 augustus 2008 tot en met 31 december 2013 presenteerde Marcel Oosten met Lara Rense vier ochtenden in de week het Radio 1 Journaal. In 2014 en 2015 deed hij dit met Frederique de Jong, nadat Lara Rense de middaguitzendingen van het Radio 1 Journaal, (nu Nieuws en Co geheten) solo ging presenteren.
Vanaf najaar 2018 is hij op RTV Oost presentator van het middagprogramma Afslag Oost. Sinds 2 januari 2023 presenteert hij op deze zender, tussen 06:00 en 09:00 het ochtendprogramma ‘Marcel & Bastiaan' met Bastiaan Kleinjan.